# Maro (cantante)
Mariana Brito da Cruz Forjaz Secca (Lisboa, 30 de octubre de 1994), conocida profesionalmente como Maro, es una cantante portuguesa.

## Biografía
De origen italiano por parte de padre, Maro estudió en el Berklee College of Music de Boston y luego se instaló en Los Ángeles para iniciar su carrera musical. Saltó a la fama en 2018 con el lanzamiento de una serie de álbumes que llamaron la atención del músico inglés Jacob Collier, quien la ayudó a ganar exposición internacional llevándola como telonera en conciertos de Jessie J.
El 21 de enero de 2022, se anunció la participación de Maro en la 56.ª edición del Festival da Canção, un certamen musical utilizado como selección del representante portugués en el Festival de la Canción de Eurovisión, donde presentó la canción Saudade, saudade. En la final, fue la más votada por el jurado y el público, siendo coronada ganadora y convirtiéndose en la representante portuguesa en Eurovisión 2022, celebrado en Turín. En Eurovisión, superó la semifinal del 12 de mayo en  cuarta posición y obtuvo el noveno puesto en la Gran Final del 14 de mayo con 207 puntos, siendo una de las mejores posiciones históricas del país luso. 
Después de un tiempo de pausa, en 2023 la joven cantante publica su último disco Hortelã, grabado con los guitarristas españoles Pau Figueres y Darío Barroso.

## Discografía

### Álbumes de estudio
- 2018 – Maro, vol. 1
- 2018 – Maro, vol. 2
- 2018 – Maro, vol. 3
- 2018 – Maro & Manel (con Manuel Rocha)
- 2018 – It's OK
- 2022 – can you see me?
- 2023 – hortelã

### EP
- 2021 - Pirilampo

### Sencillos
- 2019 – Midnight Purple (con Nasaya)
- 2019 – Why (con Ariza)
- 2019 – What Difference Will It Make
- 2020 – Mi condena (con Vic Mirallas)
- 2021 – Tempo (con Nasaya)
- 2021 – I See It Coming (con Nasaya)
- 2022 – Saudade, saudade

#### Colaboraciones
- 2021 – Walk Above the City (The Paper Kites feat. Maro)
- 2022 – Better Now (Odesza feat. Maro)
- 2019 “Norte y Sur” en el disco de Emilio Aragón, como Bebo San Juan, titulado “La vuelta al mundo”